# Andreas Knebel
Andreas Knebel, född den 21 juni 1960 i Sangerhausen, är en tysk före detta friidrottare som tävlade i kortdistanslöpning för Östtyskland.
Knebels främsta merit är silvret på 400 meter vid EM 1982. Han ingick i det östtyska stafettlag på 4 x 400 meter som blev silvermedaljörer bakom Sovjetunionen vid Olympiska sommarspelen 1980 i Moskva.

## Personliga rekord
- 400 meter - 45,29 från 1982